# Erebia glottis
Erebia glottis är en fjärilsart som beskrevs av Hans Fruhstorfer 1918. Erebia glottis ingår i släktet Erebia och familjen praktfjärilar. Inga underarter finns listade i Catalogue of Life.